# Liste des députés de la Xe législature de la république du Cameroun
L'Assemblée nationale du Cameroun compte 180 députés, représentant les 49 circonscriptions dans les 10 régions du Cameroun. Les dernières élections législatives au Cameroun se sont tenues le 9 février 2020 sur l'étendue du territoire national, puis le 22 mars 2020 pour des partielles dans 11 circonscriptions des deux régions anglophones dont 10 dans le Nord-Ouest et 1 dans le Sud-Ouest où les résultats du 9 février avaient été annulés en raison du conflit armé,.

## Chiffres clés
Les circonscriptions sont découpées suivant les départements. Certains départements ayant plusieurs circonscriptions.
Le RDPC est le seul parti qui représente les régions du Sud, du Sud Ouest et de l'Est. Le RDPC est présent dans toutes les régions sauf au Nord.
L'Extrême Nord, le Nord, le Littoral et l'Ouest sont représentés pas 3 et 4 couleurs politiques à l'assemblée.

### Récapitulatifs
| #  | Régions (10) | Circonscriptions (85) | Députés (180) | Femmes (?) | Partis représentés à l'Assemblée (8) |
| -- | ------------ | --------------------- | ------------- | ---------- | ------------------------------------ |
| 1  | Adamaoua     | 5                     | 10            |            | 2 (RDPC, UNDP)                       |
| 2  | Centre       | 11                    | 27            |            | 2 (PCRN, RDPC)                       |
| 3  | Est          | 4                     | 11            |            | 1 (RDPC)                             |
| 4  | Extrême Nord | 14                    | 29            |            | 3 (FSNC,MDR, RDPC)                   |
| 5  | Littoral     | 8                     | 19            |            | 3 (PCRN, RDPC, SDF)                  |
| 6  | Nord         | 5                     | 12            |            | 3 (FSNC, PCRN, UNDP)                 |
| 7  | Nord Ouest   | 16                    | 20            |            | 2 (RDPC, SDF)                        |
| 8  | Ouest        | 9                     | 25            |            | 4 (RDPC, SDF, UDC, UMS)              |
| 9  | Sud          | 4                     | 11            |            | 1 (RDPC)                             |
| 10 | Sud Ouest    | 9                     | 15            |            | 1 (RDPC)                             |

### Liste et représentations des partis politiques représentés à l'Assemblée nationale du Cameroun: 8
8 partis politiques sont représentés à l'Assemblée nationale du Cameroun :   
152 députés du RDPC (Rassemblement démocratique du peuple camerounais), 07 députés de l'UNDP (Union nationale pour la démocratie et le progrès), 05 députés du PCRN (Parti camerounais pour la réconciliation nationale), 05 députés du SDF (Front social démocrate), 04 députés de l'UDC (Union démocratique du Cameroun), 03 députés du FSNC (Front pour le salut national du Cameroun), 02 députés du MDR (Mouvement pour la défense de la République), 02 députés de l'UMS (Union des mouvements socialistes). 

## Liste des députés
Ci-dessous la liste des 180 députés camerounais de la Xe législature de la république du Cameroun dont 167 élus au terme du scrutin du 09 février et les 13 autres à l'issue des élections des partielles du 22 mars 2020,.
| Député                                           | Circonscription      | Région       | Parti |
| ------------------------------------------------ | -------------------- | ------------ | ----- |
| Ali Salihou                                      | Djerem               | Adamaoua     | RDPC  |
| Ibrahima Bobbo Bello                             | Faro et Deo          | Adamaoua     | UNDP  |
| Mohamadou Mahdi                                  | Mayo Banyo           | Adamaoua     | RDPC  |
| Memouna Mahamat                                  | Mayo Banyo           | Adamaoua     | RDPC  |
| Baoro Theophile                                  | Mbere                | Adamaoua     | RDPC  |
| Yaya Doumba Marius                               | Mbere                | Adamaoua     | RDPC  |
| Halia Moussa Moufta                              | Mbere                | Adamaoua     | RDPC  |
| Abba Alim                                        | Vina                 | Adamaoua     | UNDP  |
| Yaouba Alhadji                                   | Vina                 | Adamaoua     | UNDP  |
| Aminatou Abbo                                    | Vina                 | Adamaoua     | UNDP  |
| Etong Hilarion                                   | Haute Sanaga         | Centre       | RDPC  |
| Abomo Fama Margueritte Aline                     | Haute Sanaga         | Centre       | RDPC  |
| Ndongo Essomba Jean Bernard                      | Lékié Est            | Centre       | RDPC  |
| Ndongo Eteme Edgard                              | Lékié Est            | Centre       | RDPC  |
| Ngaba Zogo Salome                                | Lékié Est            | Centre       | RDPC  |
| Koa Songo                                        | Lékié Ouest          | Centre       | RDPC  |
| Tassi Evelyne Chantal Denise Epse Ayissi         | Lékié Ouest          | Centre       | RDPC  |
| N'nolo épouse Onobiono Marie Suzanne             | Mbam et Inoubou      | Centre       | RDPC  |
| Mandio William Peter                             | Mbam et Inoubou      | Centre       | RDPC  |
| Mpon Francois Xavier                             | Mbam et Inoubou      | Centre       | RDPC  |
| Saya Kaigama                                     | Mbam et Kim          | Centre       | RDPC  |
| Melingui Roger                                   | Mefou et Afamba      | Centre       | RDPC  |
| Koa Mfeugue Laurentine epouse Mbede              | Mefou et Afamba      | Centre       | RDPC  |
| Essomba Bengono Engelbert Alain                  | Mefou et Akono       | Centre       | RDPC  |
| Emah Etoundi Vincent De Paul                     | Mfoundi              | Centre       | RDPC  |
| Djomgoue Paul Eric                               | Mfoundi              | Centre       | RDPC  |
| Essono Francis Lin Mathieu                       | Mfoundi              | Centre       | RDPC  |
| Nanga Marthe épouse Menana                       | Mfoundi              | Centre       | RDPC  |
| Ndzie Frank Eric                                 | Mfoundi              | Centre       | RDPC  |
| Yebga Judith Sama Epse Mouokuio                  | Mfoundi              | Centre       | RDPC  |
| Libii Li Ngue Ngue Cabral                        | Nyong et Kelle       | Centre       | PCRN  |
| Ngo Issi Rolande Adele                           | Nyong et Kelle       | Centre       | PCRN  |
| Ndjip Bienvenu                                   | Nyong et Kelle       | Centre       | PCRN  |
| Roger Nkodo Dang                                 | Nyong et Mfoumou     | Centre       | RDPC  |
| Mballa Ngobo Catherine épouse Mfoula             | Nyong et Mfoumou     | Centre       | RDPC  |
| Mbarga Assembe Luc Roger                         | Nyong et So'o        | Centre       | RDPC  |
| Mekongo Helene épouse Atangana                   | Nyong et So'o        | Centre       | RDPC  |
| Prince Mikody Ange Gilbert                       | Boumba et Ngoko      | Est          | RDPC  |
| Djabou Marie Solange                             | Boumba et Ngoko      | Est          | RDPC  |
| Nanga Mefant Berthe Epse Owono                   | Haut Nyong           | Est          | RDPC  |
| Mbede Pierre Petrus                              | Haut Nyong           | Est          | RDPC  |
| Agbwah Ntiba Eric                                | Haut Nyong           | Est          | RDPC  |
| Dimbele Boui                                     | Kadey                | Est          | RDPC  |
| Man Jacqueline Christiane                        | Kadey                | Est          | RDPC  |
| Tekoura Paul Blaise                              | Kadey                | Est          | RDPC  |
| Kombo Gberi                                      | Lom et Djerem        | Est          | RDPC  |
| Tak Bienvenu                                     | Lom et Djerem        | Est          | RDPC  |
| Ngbanbaye Antoinette                             | Lom et Djerem        | Est          | RDPC  |
| Salamana Amadou Ali Ii                           | Diamaré Centre       | Extrême Nord | FSNC  |
| Damdam Marie                                     | Diamaré Centre       | Extrême Nord | RDPC  |
| Hamadou Sali                                     | Diamaré Nord         | Extrême Nord | RDPC  |
| Zondol Herssesse                                 | Diamaré Ouest        | Extrême Nord | RDPC  |
| Sambo Galdima                                    | Diamaré Sud          | Extrême Nord | RDPC  |
| Kamssouloum Abba Kabir                           | Logone et Chari      | Extrême Nord | RDPC  |
| Margaza Alaou Abel Maggi                         | Logone et Chari      | Extrême Nord | RDPC  |
| Mariam Goni                                      | Logone et Chari      | Extrême Nord | RDPC  |
| Ali Adjit                                        | Logone et Chari      | Extrême Nord | RDPC  |
| Manamourou épouse Silikam                        | Mayo Danay Est       | Extrême Nord | RDPC  |
| Nikina Pierre                                    | Mayo Danay Est       | Extrême Nord | RDPC  |
| Moussous Lississou                               | Mayo Danay Est       | Extrême Nord | RDPC  |
| Bara Julien                                      | Mayo Danay Nord      | Extrême Nord | RDPC  |
| Tabouli Celestin                                 | Mayo Danay Sud       | Extrême Nord | RDPC  |
| Haman Tchiouto                                   | Mayo Kani Nord       | Extrême Nord | RDPC  |
| Magouo Salome                                    | Mayo Kani Nord       | Extrême Nord | RDPC  |
| Saraou Bernadette                                | Mayo Kani Nord       | Extrême Nord | RDPC  |
| Guiswe Badoma                                    | Mayo Kani Sud        | Extrême Nord | MDR   |
| Dague Aïcha Blanche Jacqueline                   | Mayo Kani Sud        | Extrême Nord | MDR   |
| Cavaye Yeguié Djibril                            | Mayo Sava            | Extrême Nord | RDPC  |
| Adama Epse Djibrine                              | Mayo Sava            | Extrême Nord | RDPC  |
| Salomon Douvogo                                  | Mayo Sava            | Extrême Nord | RDPC  |
| Yacouba Yaya                                     | Mayo Sava            | Extrême Nord | RDPC  |
| Gonondo Jean                                     | Mayo Tsanaga Nord    | Extrême Nord | RDPC  |
| Kwarmba Solange                                  | Mayo Tsanaga Nord    | Extrême Nord | RDPC  |
| Tchende Mahama                                   | Mayo Tsanaga Nord    | Extrême Nord | RDPC  |
| Ousmanou Dawaï                                   | Mayo Tsanaga Nord    | Extrême Nord | RDPC  |
| Djibrilla Kaou                                   | Mayo Tsanaga Sud     | Extrême Nord | RDPC  |
| Moumini Oumarou                                  | Mayo Tsanaga Sud Est | Extrême Nord | RDPC  |
| Sime Pierre                                      | Moungo Nord          | Littoral     | RDPC  |
| Eyoum Minono épouse Epoube Lydienne              | Moungo Nord          | Littoral     | RDPC  |
| Ngantcha Louis Henri                             | Moungo Nord          | Littoral     | RDPC  |
| Mbapte Jean-Baptiste                             | Moungo Sud           | Littoral     | RDPC  |
| Dissake Marguerite Epse Ekoka                    | Moungo Sud           | Littoral     | RDPC  |
| Djeumeni Benilde                                 | Moungo Sud           | Littoral     | SDF   |
| Moth Samuel Dieudonne                            | Nkam                 | LIttoral     | RDPC  |
| Biba Francois Prostin                            | Sanaga Maritime      | Littoral     | PCRN  |
| Moutymboh Rosette Julienne Epse Ayayi            | Sanaga Maritime      | Littoral     | RDPC  |
| Ngo Yetna Marinette Epse Mbeleg                  | Sanaga Maritime      | Littoral     | RDPC  |
| Dooh Collins Albert Kouoh                        | Wouri Centre         | Littoral     | RDPC  |
| Soppo Toute Marlyse                              | Wouri Centre         | Littoral     | RDPC  |
| Joshua Nambangi Osih                             | Wouri Centre         | Littoral     | SDF   |
| Ngahane                                          | Wouri Est            | Littoral     | RDPC  |
| Elise Ndongo Moutome épouse Pokossy Ndoumbe      | Wouri Est            | Littoral     | RDPC  |
| Jean-Michel Nintcheu                             | Wouri Est            | Littoral     | SDF   |
| Nourane Moluh Hassana                            | Wouri Est            | Littoral     | PCRN  |
| Fandja Gabriel                                   | Wouri Ouest          | Littoral     | RDPC  |
| Pongoh Emmanuel                                  | Wouri Sud            | Littoral     | RDPC  |
| Aliyoum Fadil                                    | Bénoué Est           | Nord         | RDPC  |
| Ousmanou Aman Sa' Aly                            | Bénoué Est           | Nord         | FSNC  |
| Ali Mamouda                                      | Bénoué Ouest         | Nord         | RDPC  |
| Oumoul Koultchoumi épouse Ahidjo Mohamadou       | Bénoué Ouest         | Nord         | UNDP  |
| Bithbini Rosaline                                | Faro                 | Nord         | RDPC  |
| Harouna Abdoulaye                                | Mayo-Louti           | Nord         | RDPC  |
| Boubakari Djidda                                 | Mayo-Louti           | Nord         | FSNC  |
| Harouna Nyako                                    | Mayo-Louti           | Nord         | RDPC  |
| Douvaouissa Aissa Hamadi                         | Mayo-Louti           | Nord         | UNDP  |
| Fadimatou Sambo                                  | Mayo-Rey             | Nord         | RDPC  |
| Bello Limane                                     | Mayo-Rey             | Nord         | RDPC  |
| Bouba Moussa                                     | Mayo-Rey             | Nord         | RDPC  |
| Njong Evaristus Ndim                             | Boyo                 | Nord Ouest   | SDF   |
| Wainachi Nentoh Honourine                        | Boyo                 | Nord Ouest   | SDF   |
| Ngah Estella Shala                               | Bui Centre           | Nord Ouest   | RDPC  |
| Mbuwir Tobias                                    | Bui Centre           | Nord Ouest   | RDPC  |
| Kwei Andrew Mngo                                 | Bui Ouest            | Nord Ouest   | RDPC  |
| Lukong Fostine                                   | Bui Sud              | Nord Ouest   | RDPC  |
| Mbongyor Naomi Ngando                            | Donga Mantung Centre | Nord Ouest   | RDPC  |
| Ngala Gerard Ndombang                            | Donga Mantung Centre | Nord Ouest   | RDPC  |
| Adamu Edward Lambe                               | Donga Mantung Est    | Nord Ouest   | RDPC  |
| Abe Mkheal Ndra                                  | Donga Mantung Ouest  | Nord Ouest   | RDPC  |
| Kum John                                         | Menchum Nord         | Nord Ouest   | RDPC  |
| Wallang Richard                                  | Menchum Sud          | Nord Ouest   | RDPC  |
| Nestus Fru Manju                                 | Mezam Centre         | Nord Ouest   | RDPC  |
| Agho Olivier                                     | Mezam Nord           | Nord Ouest   | RDPC  |
| Kumase Simon                                     | Mezam Sud            | Nord Ouest   | RDPC  |
| Injoh Fo’o Ngang Prudencia                       | Momo Est             | Nord Ouest   | RDPC  |
| Anyere Charles                                   | Momo Est             | Nord Ouest   | RDPC  |
| Awutah Philip                                    | Momo Ouest           | Nord Ouest   | RDPC  |
| Njingum Musa Mbutoh                              | Ngoketunjia Nord     | Nord Ouest   | RDPC  |
| Banmi Emmanuel Dingha                            | Ngoketunjia Sud      | Nord Ouest   | RDPC  |
| Manfouo David                                    | Bamboutos            | Ouest        | RDPC  |
| Wa Mathurin Martial                              | Bamboutos            | Ouest        | RDPC  |
| Ghimbop Josephine                                | Bamboutos            | Ouest        | RDPC  |
| Tanefo Jean Marie                                | Bamboutos            | Ouest        | RDPC  |
| Juimo Monthe Siewe Claude                        | Haut Nkam            | Ouest        | RDPC  |
| Kwemo Pierre                                     | Haut Nkam            | Ouest        | UMS   |
| Nguenkam Epse Tchouaga Marie-Louise              | Haut Nkam            | Ouest        | UMS   |
| Théodore Datouo                                  | Hauts Plateaux       | Ouest        | RDPC  |
| Ngoko Mambe Marie Louise                         | Hauts Plateaux       | Ouest        | RDPC  |
| Albert Kouinche                                  | Koung-Khi            | Ouest        | RDPC  |
| Colette Kam Sohaing                              | Koung-Khi            | Ouest        | RDPC  |
| Mbakam Chouga Guillaume                          | Menoua               | Ouest        | RDPC  |
| Ndongho Clement                                  | Menoua               | Ouest        | RDPC  |
| Kenfack Sonna Ngueguim Anastasie                 | Menoua               | Ouest        | RDPC  |
| Emabot Brigitte                                  | Menoua               | Ouest        | RDPC  |
| Tikobau Pierre Marie                             | Menoua               | Ouest        | RDPC  |
| Toukam Angele Tela                               | Mifi                 | Ouest        | RDPC  |
| Tsingang Flobert                                 | Mifi                 | Ouest        | SDF   |
| Feutheu Jean Claude                              | Nde                  | Ouest        | RDPC  |
| Tchagna Jaqueline Reve Angeline                  | Nde                  | Ouest        | RDPC  |
| Hermine Patricia Tomaino Ndam Njoya              | Noun Centre          | Ouest        | UDC   |
| Ndam                                             | Noun Centre          | Ouest        | UDC   |
| Youmo Nkoupit Adamou                             | Noun Centre          | Ouest        | UDC   |
| Mbouangouere Rainatou Epse Mongwat               | Noun Centre          | Ouest        | UDC   |
| Ngnegue Simon                                    | Noun Nord            | Ouest        | RDPC  |
| Bonaventure Mvondo Assam                         | Dja et Lobo          | Sud          | RDPC  |
| Bekono Ebah Epse Ndoumou                         | Dja et Lobo          | Sud          | RDPC  |
| Mbe Assae Mendomo Theodore                       | Dja et Lobo          | Sud          | RDPC  |
| Evina Ovambe Bernadette Epse Aboui               | Dja et Lobo          | Sud          | RDPC  |
| Bindoua Mathurin Germain                         | Dja et Lobo          | Sud          | RDPC  |
| Atangana Aligui Celine Catherine épouse Mendouga | Mvila                | Sud          | RDPC  |
| Zam Jean Jacques Noël                            | Mvila                | Sud          | RDPC  |
| Mbeyo'o Josue                                    | Mvila                | Sud          | RDPC  |
| Biloa Tsilla Nzitha Marie Isabelle               | l'Ocean              | Sud          | RDPC  |
| Benae Serge Gabriel                              | l'Ocean              | Sud          | RDPC  |
| Mengue Mezui Germain Durand                      | Valée du Ntem        | Sud          | RDPC  |
| Donald Malomba Esembe                            | Buea Centre Urbain   | Sud Ouest    | RDPC  |
| Findi Stanley Mokondo                            | Fako Est             | Sud Ouest    | RDPC  |
| Tombi Ikome Gladys                               | Fako Est             | Sud Ouest    | RDPC  |
| Emilia Monjowa Lifaka                            | Fako Ouest           | Sud Ouest    | RDPC  |
| Fongue Fongouk Julius                            | Koupe Manengouba     | Sud Ouest    | RDPC  |
| Cecilia Dione Epse Njumbe                        | Koupe Manengouba     | Sud Ouest    | RDPC  |
| Ateawung Foju Bernard                            | Lebialem             | Sud Ouest    | RDPC  |
| Lawson Tabot Bakia                               | Kumba Centre Urbain  | Sud Ouest    | RDPC  |
| Ebangha Epouse Agbor ntui Johanna                | Manyu                | Sud Ouest    | RDPC  |
| Teku Tanyi Teku                                  | Manyu                | Sud Ouest    | RDPC  |
| Aka Martin Tyoga                                 | Manyu                | Sud Ouest    | RDPC  |
| Ekolle Peters                                    | Meme Ouest           | Sud Ouest    | RDPC  |
| Mary Muyali Boya épouse Meboka                   | Ndian                | Sud Ouest    | RDPC  |
| Njume Peter Ambang                               | Ndian                | Sud Ouest    | RDPC  |
| Ngalle Daniel Etongo                             | Ndian                | Sud Ouest    | RDPC  |